# Rudy Barbier
Rudy Barbier   (Beauvais, 18 de desembre de 1992) és un ciclista francès, professional des del 2014 fins al 2024. En el seu palmarès destaquen diverses curses d'un dia franceses com la París-Troyes, el Gran Premi Cholet-País del Loira, la París-Bourges o la Clàssica Loira Atlàntic.

## Palmarès
- 2013
  - Vencedor d'una etapa del París-Arràs Tour
  - Vencedor d'una etapa del Tour de Seine-Maritime
- 2015
  - Vencedor d'una etapa del Circuit de les Ardenes
- 2016
  - 1r a la París-Troyes
  - 1r al Gran Premi Cholet-País del Loira
- 2017
  - 1r a la París-Bourges
- 2019
  - 1r a la Clàssica Loira Atlàntic
  - Vencedor d'una etapa a la Volta a Estònia
- 2020
  - Vencedor d'una etapa a la Volta a San Juan
  - Vencedor d'una etapa a la Volta a Eslovàquia
- 2023
  - Vencedor d'una etapa al Tour de Bretanya

### Resultats al Giro d'Itàlia
- 2020. No surt (9a etapa)